# Geographic Data Files
Geographic Data Files (произносится «джи-ди-эф», рус. букв. «Файлы географических данных») или GDF — формат обмена географическими данными. В отличие от общих форматов ГИС, GDF предоставляет детальные правила для записи данных и их представления, а также исчерпывающий каталог стандартных атрибутов и связей. Большая часть недавних расширений улучшает поддержку пешеходной навигации, рендеринга 3D-карт и электронных систем помощи водителям(ADAS).
GDF, как правило, используется для обмена данными во множестве индустрий, таких как персональная навигация, управление полётами, управление доставкой, анализ дорожного движения, управление дорожным движением, автоопределение местоположения транспортных средств.
Будучи простым текстовым форматом, GDF не предназначен для непосредственного использования в масштабных высокопроизводительных системах и обычно требует конвертации в более эффективные форматы, как правило двоичные. Основной упор при создании формата был сделан на человекочитаемости.
Карты в формате GDF выпускаются многими поставщиками цифровых карт, такими как Navteq, Tele Atlas, Mapscape BV, GeoSmart и AND.